# John Simm
John Ronald Simm (10 de julho de 1970) é um ator inglês. Foi nomeado duas vezes ao BAFTA Award para melhor ator e uma vez ao Laurence Olivier Award para melhor ator. Seus trabalhos mais notáveis foram Life on Mars, State of Play, The Lakes, Doctor Who, Crime and Punishment, Exile, Prey e Cracker.
Também participou nos filmes Wonderland, Everyday, Boston Kickout,  Human Traffic e 24 Hour Party People.

## Filmografia

### Filmes
| Ano  | Título               | Papel              | Notas                                |
| ---- | -------------------- | ------------------ | ------------------------------------ |
| 1995 | Boston Kickout       | Phil               |                                      |
| 1999 | Human Traffic        | Jip                |                                      |
| 1999 | Wonderland           | Eddie              |                                      |
| 2000 | Forgive and Forget   | Theo               | Telefilme                            |
| 2001 | Understanding Jane   | Oz                 |                                      |
| 2002 | 24 Hour Party People | Bernard Sumner     |                                      |
| 2002 | Miranda              | Frank              |                                      |
| 2002 | Crime & Punishment   | Raskolnikov        | Telefilme                            |
| 2004 | Nero                 | Caligula           |                                      |
| 2005 | Blue/Orange          | Dr. Bruce Flaherty |                                      |
| 2006 | Devilwood            | Gabriel            | Short film                           |
| 2008 | Tu£sday              | Silver             |                                      |
| 2009 | Skellig              | Dave               | Telefilme                            |
| 2012 | Everyday             | Ian                | Filmado em tempo real durante 5 anos |

### Televisão
| Ano                   | Título                                                            | Papel                  | Notas                                                                                                  |
| --------------------- | ----------------------------------------------------------------- | ---------------------- | --- |
| 1992                  | Rumpole of the Bailey                                             | Joby Jonson            | Episódio: "Rumpole and the Reform of Joby Jonson"                                                      |
| 1993                  | Oasis                                                             | Posh Robert            | 7 episódios                                                                                            |
| 1993                  | Heartbeat                                                         | Richard Francis        | Episódio: "Wall of Silence"                                                                            |
| 1993                  | The Bill                                                          | Paul Jeffries          | Episódio: "Blind Spot"                                                                                 |
| 1993                  | Men of the World                                                  | Kendle Bains           | Temporadas 1–2. Creditado como cantor da canção de abertura na 1ª temporada junto com David Threlfall. |
| 1994                  | A Pinch of Snuff                                                  | Clint Heppelwhite      | |
| 1994                  | Meat                                                              | Cecil                  | |
| 1995                  | Chiller                                                           | Gary Kingston          | Episódio: "Here Comes the Mirror Man"                                                                  |
| 1995                  | Cracker                                                           | Bill Nash              | Episódio: "Best Boys"                                                                                  |
| 1997                  | The Locksmith                                                     | Paul                   | |
| 1997–1999             | The Lakes                                                         | Danny Kavanagh         | Temporadas 1–2                                                                                         |
| 2000                  | Forgive and Forget                                                | Theo                   | |
| 2000                  | Clocking Off                                                      | Stuart Leach           | Episódio: "The Leaches' Story"                                                                         |
| 2000                  | Meet Ricky Gervais                                                | Himself                | Episódio 6                                                                                             |
| 2000                  | Never Never                                                       | John Parlour           | |
| 2001                  | Spaced                                                            | Stephen Edwards        | Episódio: "Back"                                                                                       |
| 2002                  | Magic Hour                                                        | Alex                   | |
| 2002                  | White Teeth                                                       | Mr. Hero               | Cameo                                                                                                  |
| 2003                  | State of Play                                                     | Cal McCaffrey          | 6 episódios                                                                                            |
| 2003                  | The Canterbury Tales                                              | Ace                    | The Knight's Tale                                                                                      |
| 2003                  | Play Like Champions, The Official Manchester United Skills Series | Narrador               | |
| 2004                  | The All Star Comedy Show                                          | Vários personagens     | |
| 2004                  | London                                                            | Friedrich Engels       | |
| 2004                  | Sex Traffic                                                       | Daniel Appleton        | |
| 2006–2007             | Life on Mars                                                      | Sam Tyler              | Nomeado ao BAFTA Award de melhor ator                                                                  |
| 2007                  | The Yellow House                                                  | Vincent van Gogh       | [ 5 ]                                                                                                  |
| 2007, 2009–2010, 2017 | Doctor Who                                                        | O Mestre               | 6 episódios                                                                                            |
| 2008                  | The Devil's Whore                                                 | Edward Sexby           | |
| 2010                  | Moving On                                                         | Moose / Mike           | Episódio: "Malaise"                                                                                    |
| 2011                  | Exile                                                             | Tom Ronstadt           | Nomeado ao BAFTA Award de melhor ator                                                                  |
| 2011–2013             | Mad Dogs                                                          | Lloyd Baxter           | 14 episódios                                                                                           |
| 2013–2014             | The Village                                                       | John Middleton         | 12 episódios                                                                                           |
| 2014                  | Prey                                                              | DS Marcus Farrow       | Vencedor do Royal Television Society North West Award de "melhor performance masculina"                |
| 2014                  | Intruders                                                         | Jack Whelan            | 8 episódios                                                                                            |
| 2015                  | Code of a Killer                                                  | Alec Jeffreys          | 2 episódios                                                                                            |
| 2015                  | Toast of Londo                                                    | Himself                | Episódio: "Global Warming"                                                                             |
| 2016-2017             | The Catch                                                         | Rhys Spencer Griffiths | Temporada 1-2                                                                                          |
| 2017                  | Collateral                                                        | David Mars             | Minissérie                                                                                             |
| 2018                  | Trauma                                                            | Dan Bowker             | Minissérie                                                                                             |

### Teatro
| Ano  | Título                    | Papel   | Notas                                              |
| ---- | ------------------------- | ------- | -------------------------------------------------- |
| 1996 | Goldhawk Road             | Colin   | Bush Theatre                                       |
| 2007 | Elling                    | Elling  | Bush Theatre Trafalgar Studios 1                   |
| 2009 | Speaking in Tongues       | Leon    | Duke of York's Theatre                             |
| 2010 | Hamlet                    | Hamlet  | Crucible Theatre                                   |
| 2012 | Betrayal                  | Jerry   | Crucible Theatre                                   |
| 2013 | The Hothouse              | Gibbs   | Trafalgar Studios                                  |
| 2015 | Three Days in the Country | Rakitin | National Theatre, Londres (auditório de Lyttelton) |
| 2015 | The Homecoming            | Lenny   | Trafalgar Studios                                  |

### Vídeos musicais
| Ano  | Título          | Artista    | Papel          | Notas                                |
| ---- | --------------- | ---------- | -------------- | ------------------------------------ |
| 2002 | Here to stay    | New Order  | Bernard Sumner | Música do filme 24 Hour Party People |
| 2013 | Some Better Day | I am Kloot |                | Álbum: Let It All In                 |

## Discografia

### Álbum
| Ano  | Título           | Artista    | Papel                     |
| ---- | ---------------- | ---------- | ------------------------- |
| 2006 | Dated and Sexist | Magic Alex | Guitarra e vocal de apoio |

### Singles
| Ano  | Título          | Artista       | Papel                     |
| ---- | --------------- | ------------- | ------------------------- |
| 2003 | Sliding         | Ian McCulloch | Guitarra                  |
| 2015 | Older / Outside | Magic Alex    | Guitarra e vocal de apoio |